# Chaetocnema hortensis

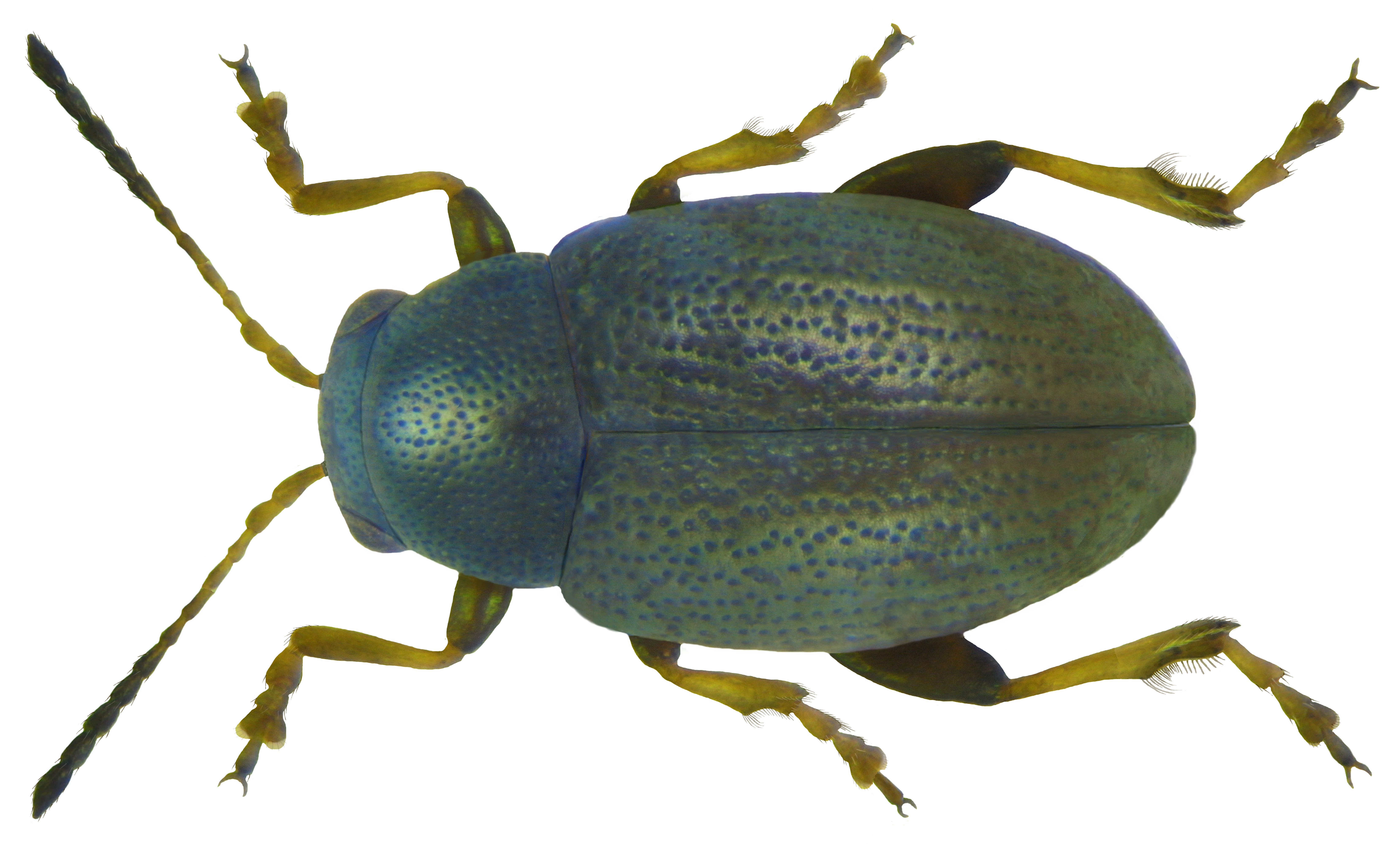
Präparat

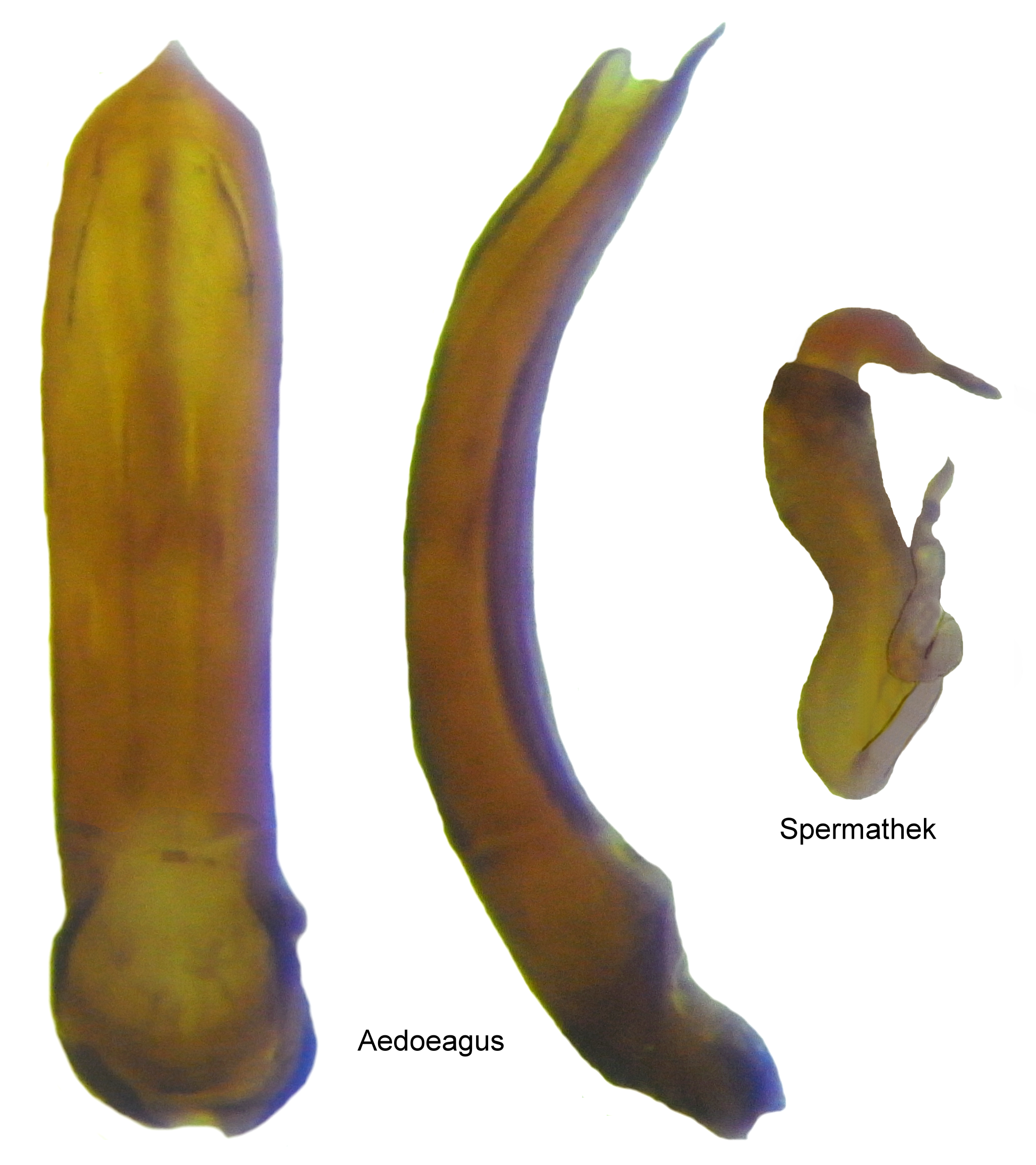
Genitalien von Chaetocnema hortensis

Chaetocnema hortensis gehört zu den Flohkäfern (Tribus Alticini, Unterfamilie Galerucinae) aus der Familie der Blattkäfer (Chrysomelidae). 

## Merkmale
Die Käfer werden 1,5 bis 2,3 Millimeter groß. Sie besitzen eine bronze-braune oder bronze-kupferfarbene Grundfärbung. Der Halsschild ist dicht punktiert. Über die Flügeldecken verlaufen zahlreiche Punktreihen, wobei die ersten 2 oder 3 davon im vorderen Bereich unregelmäßig verlaufen. Die basalen Fühlerglieder sind gelbrot. Die hinteren Femora sind stark verdickt. Alle Femora sind dunkel, während die Tibia und Tarsen gelbrot sind. Gattungstypisch ist der deutlichen Zahn auf der Oberseite der Mittel- und Hinterschiene (Tibia).

## Verbreitung
Chaetocnema hortensis ist eine paläarktische Art. Sie kommt in fast ganz Europa vor. Auf den Inseln Irland und Island fehlt die Art. Nach Osten reicht ihr Verbreitungsgebiet bis in den Fernen Osten Russlands. 
Ferner kommt die Art im Kaukasus und in den zentralasiatischen Republiken vor.

## Lebensweise
Die überwinternden adulten Käfer werden im März / April wieder aktiv. 
Die Käfer leben auf verschiedenen Gräsern. Die Larven bohren an der Basis von Getreidehalmen und können dabei erhebliche Schäden anrichten. Sie benötigen 14–22 Tage für ihre Entwicklung. Anschließend verlassen sie die Stängel, um sich im Boden zu verpuppen. Zwischen Ende Juni und August erscheinen die Käfer der neuen Generation.

## Ähnliche Arten
Chaetocnema aridula ist mit 2,5–3 mm größer. Außerdem verlaufen die Punktreihen der Elytren noch unregelmäßiger.

## Taxonomie
In der Literatur findet man folgende Synonyme:
- Altica hortensis Geoffroy, 1785
- Chaetocnema aridella (Paykull)
- Chaetocnema brenskei Pic, 1910
- Chaetocnema hortensis (Fourcroy)